# Ackenhausen
Ackenhausen is een dorpje in de Duitse gemeente Bad Gandersheim, deelstaat Nedersaksen, en telt 280 inwoners. Het ligt ongeveer 6 km ten noordoosten van Bad Gandersheim. In 1007 wordt het dorp voor het eerst in een document vermeld.
Zie voor meer gegevens: Bad Gandersheim.